# سنونو الأنديز
سنونو الأنديز (الاسم العلمي: Orochelidon andecola)، نوع من اطيور الجواثم المنتمية إلى فصيلة السنونو. وهو طائر أحادي الطراز من جنس Haplochelidon. يوجد في ألتيبلانو في بيرو وبوليفيا وفي أقصى شمال شيلي والأرجنتين.